# 京都府道138号神護寺線
京都府道138号神護寺線（きょうとふどう138ごう じんごじせん）は、京都府京都市右京区を通る一般府道である。

## 概要
京都市右京区梅ヶ畑高雄町から京都市右京区梅ヶ畑殿畑町に至る。周辺は高雄の観光地であり、清滝川の鮎料理や蛍狩りで有名。

### 路線データ
- 起点：京都市右京区梅ヶ畑高雄町
- 終点：京都市右京区梅ヶ畑殿畑町（高雄神護寺前交差点、国道162号交点）

## 路線状況

### 道路施設

#### 橋梁
- 高雄橋（清滝川、京都市右京区）

## 地理

### 通過する自治体
- 京都市（右京区）

### 交差する道路
| 交差する道路         | 交差する場所 | 交差する場所              |
| -------------------- | ------------ | ------------------------- |
| 国道162号 / 周山街道 | 梅ヶ畑殿畑町 | 高雄神護寺前交差点 / 終点 |

### 沿線
- 神護寺
- 和気清磨墓
- 西明寺
- 導行寺